# أكبر اعتماد
أكبر اعتماد هو عالم نووي إيراني. وهو مُلقب بأبو البرنامج النووي الإيراني والأب الروحي له. لقد أوضح من خلال مقابلته النادرة مع وسائل الإعلام الغربية علي مدي السنوات الماضية، وآخرها مع هيئة الإذاعة البريطانية الـ بي. بي. سي أن بداية البرنامج النووي الإيراني كان بموافقة ودعم أمريكي وهي من الحقائق الواضحة والصريحة المتعلقة بالبرنامج، لكنه توقف في بداية الثورة الإسلامية باعتباره مثالاً علي إضاعة الشاه مليارات الدولارات في مشروعات لا جدوى من ورائها ثم التنبه لأهميته بعد ذلك.

## حياته
ولد أكبر اعتماد عام 1930 بمدينة همدان لأسرة ميسورة الحال كانت دائماً جزءاً من النخبة السياسية والإقتصادية بالمدينة التي كانت في تلك الفترة واحدة من أكثر المدن الإيرانية ازدهاراً وتنوعا علي المستوي الثقافي والديني.
وقد نشأ في أسرة كبيرة تضم تسعة أبناء وتفتح وعيه علي التزام أسرته بتقديم الدعم والمساعدة لأبناء المدينة المحتاجين وتولي إدارة عدد من المشروعات الخدمية لهم. وقد عهد بالإشراف علي تعليمه لشقيقه الأكبر فقضي بالمدينة سنوات دراسته الأولية والمتوسطة، قبل أن ينتقل للعاصمة طهران لإستكمال تعليمه الثانوي، وخلال هذه الفترة أظهر تفوقاً بالدراسة ولم يكن العمل السياسي في قائمة اهتماماته وهو ما تغير تماماً بعد ذلك.

## حياته السياسية
فقد تأثر خلال دراسته بطهران بالتوجهات السياسية لأشقائه فانضم مثلهم للالحزب الشيوعي آنذاك وأصبح عضوا في منظمة الشباب التابع له، واستمر بالحزب حتي بعد قرار حظره واضطرار أعضائه للعمل السري، ولم تستمر هذه الفترة طويلاً حيث اتخذ بعد ذلك قراره بترك الحزب بسبب بعض الخلافات من أهمها رفض الحزب السماح له بالسفر للدراسة بالخارج. وكانت سويسرا هي وجهته المختارة حيث التحق بجامعة لوزان وتخصص في هندسة الكهرباء، حيث أظهر تفوقاً ملحوظاً، وخلال تلك الفترة بدأت عام1954 بوادر الخلاف واضحة بين الشاه من ناحية ورئيس وزرائه مصدق والحزب الشيوعي من ناحية أخرى. فعاد من جديد للممارسة السياسة وشكل مع عدد من زملائه خلية شاركت في العديد من المؤتمرات الدولية المؤيدة لأنشطة الحزب الشيوعي، وهي فترة لم تستمر طويلاً إذ سرعان ما دب الخلاف بسبب أيديولوجية الحزب مرة ثانية، فكان قرار الانسحاب للمرة الثانية والعودة للتركيز علي دراسة الفيزياء والرياضيات.
ويعد عام1957 علامة فارقة في مسيرته إذ وقعت في يده بالصدفة مقالة عن الفيزياء النووية، فبدأ اهتمامه بدراسة هذا التخصص وحاول الالتحاق بأحد المعاهد الفرنسية، وبعد فترة من المضايقات بسبب نشاطه السياسي السابق تمكن من الدراسة حيث حصل علي دبلوم في الفيزياء النووية، ثم عاد لسويسرا للعمل واستكمال الدراسة العليا بجامعة لوزان فحصل علي الدكتوراه عام1963, وقد نشر خلال تلك الفترة عشرات المقالات والأوراق البحثية حول الفيزياء النووية وهندسة الكهرباء في عدد من المجلات والمؤتمرات العلمية، ثم قرر أن يعود لبلاده عام1965 معتبراً أن الوقت حان لتخصيص عطائه العلمي لبلاده.

## أكبر اعتماد والشاه

الشاه محمد رضا بهلوي وأكبر اعتماد

فور عودته سعي بنفسه لتقديم خبرته العلمية، خاصة بعد أن سمع عن رغبة الشاه في تطوير العمل بالمفاعل المخصص للأغراض البحثية الموجود بجامعة طهران والذي أهدته الولايات المتحدة لبلاده عام1953 من خلال برنامج الذرة من أجل السلام الذي بدأه الرئيس الأمريكي دوايت ايزنهاور وكانت إيران من أوائل الدول التي تلقت مثل هذه المفاعلات الصغيرة. وعلي مدي تسع سنوات أخذ علي عاتقه مهمة إنشاء منظمة جديدة للطاقة الذرية، وشهدت هذه الفترة تصعيداً سريعاً له. فقد بدأ كعضو بفريق تطوير المفاعل، ثم عمل لسنتين في معهد البحوث والتعليم، وفي عام1972 عين رئيساً لاحدي جامعات همذان، ثم عين عام1974 رئيسا لمنظمة الطاقة الذرية الإيرانية، حيث طالبه الشاه بوضع خطة لتطوير العمل بالمنظمة لتصبح برنامجاً نووياً لإيران، في خطوة اعتبرها طموحاً من الشاه لتنويع مصادر الطاقة لبلاده، وهو الطموح الذي لم يقدر له الاستمرار في حينه. فرغم الخطوات الجادة التي اتخذت بتوقيع عدة اتفاقيات بين الحكومة الإيرانية وعدد من الشركات العاملة في مجال التكنولوجيا النووية بكل من الولايات المتحدة وأوروبا والمليارات التي انفقت، بل والمفاوضات التي بدأت مع الجانب الأمريكي واستمرت لمدة أربع سنوات وتمحورت منذ البداية حول التحفظات التي أبدتها الولايات المتحدة والشرط الذي فرضته منذ البداية بأن تكون لهم السيطرة الكاملة علي دورة الوقود النووي، وبمجرد أن أوشك الجانبان علي الوصول لاتفاق اندلعت الثورة الإسلامية، فتوقف المشروع بأكمله واعتبر مثالاً علي إهدار الشاه لثروات إيران في مشروعات لا طائل منها.

## الهروب
واضطر أكبر اعتماد آنذاك للتخلي عن حلمه والتخفي داخل بلاده شهوراً حتي استطاع الهرب للخارج وتحديدا لفرنسا، بعد أن تعرض العديد من زملائه للاعتقال بل وللإعدام من قبل النظام الجديد.

## آرائه الوطنية
رغم سنوات الابتعاد واضطراره للتخلي عن مشروعه الذي بدأ علي يديه فإن الشيء الواضح من أحاديثه أنه لا يشعر بالمرارة تجاه بلاده، وما زال يلوم الغرب بسبب الأزمة الحالية، معتبراً أنه لا يحترم السيادة الإيرانية. وقد دافع ولا يزال عن حق بلاده في إجراء التجارب النووية، معربًا عن سعادته بقدرة الجيل الجديد من العلماء الإيرانيين علي تطوير التكنولوجيا النووية بدون مساعدة الغرب، ومؤكداً أنه لا مجال حاليا لتراجع إيران عن المُضي قدما في برنامجها، ومعرباً في نفس الوقت عن شكوكه في إمكانية قيام الولايات المتحدة وإسرائيل بشن هجوم علي إيران، فلا بديل كما أوضح في حديث سابق عن الحل الدبلوماسي، لتجنب مواجهة أزمة اقليمية طاحنة.